# Prospect (Connecticut)
Prospect ist eine Stadt im New Haven County im Bundesstaat Connecticut der Vereinigten Staaten. Das U.S. Census Bureau ermittelte bei der Volkszählung 2020 eine Einwohnerzahl von 9401.
Das Stadtgebiet hat eine Größe von 37,3 km².

## Schulen
- Algonquin School
- Long River Middle School
- Woodland Regional High School